# Pierre Millet
Pour les articles homonymes, voir Millet.
Pierre Millet (Bourges, 19 novembre 1635-Québec, 31 décembre 1708) est un missionnaire jésuite français.

## Biographie
Entré dans la Compagnie de Jésus le 3 octobre 1655, il est envoyé au Canada en 1667, en mission chez les Indiens Onondagas et Oneidas dont il parvient à convertir le chef.
Il sert ensuite comme interprète entre Français et Iroquois lors de la rencontre de Fort Frontenac puis à Fort Niagara. 
Les Onnéiouts (Iroquois) en font leur chef civil sous le nom d'Odatsighta.
Un des chefs iroquois, malade, lui demandant de le rejoindre, Millet s'exécute mais est fait prisonnier en 1689. Il ne sera relâché qu'en 1694.